# Märvel (musikgrupp)
Märvel är ett svenskt rockband som bildades 2002.

## Medlemmar
Nuvarande medlemmar
- The King (John Steen) – sång, gitarr
- The Vicar (Tony Samuelsson) – trummor, slagverk, kör
- Burgher (Ulrik Bostedt) – basgitarr

## Diskografi
Studioalbum
- 2005 – Five Smell City (CD)
- 2006 – Unleashed (CD, mini-album)
- 2008 – Thunderblood Heart (LP, CD, digipak)
- 2011 – Warhawks Of War (CD)
- 2014 – Hadal Zone Express (LP, CD)[1]
- 2015 – The Hills Have Eyes (LP, mini-album)
- 2017 – At The Sunshine Factory (LP, CD)
- 2019 – Guilty Pleasures (LP, CD)

EP
- 2003 – Heroine Tracks
- 2004 – Bedlam At The Embassy (7" vinyl)

Singlar
- 2009 – "A Pyrrhic Victory" (7" vinyl)
- 2012 – "Metalhead" / "Ambassador of Fantastic" (7" vinyl)

Annat
- 2015 – "Everything Belongs to You" / "Motherfucker" (delad 7" vinyl-singel: The Chuck Norris Experiment / Märvel)